# زواج المثليين في غيرنزي
يختلف الوضع القانوني لزواج المثليين داخل غيرنزي، وهي واحدة من تبعيات التاج البريطاني تشتمل على كل من غيرنزي، آلدرني، وسارك. أصبح زواج المثليين قانونيًا في غيرنزي في 2 مايو 2017، وفي آلدرني في 14 يونيو 2018. لايتم الاعتراف قانونيا بالعلاقات المثلية في سارك.

## الاعتراف بالشراكة المدنية وزواج المثليين المنعقد في الخارج
في غيرنسي، تم الاعتراف بالشراكات المدنية التي تمت في المملكة المتحدة والعلاقات الأخرى التي يعترف بها قانون المملكة المتحدة لأغراض التوريث في الميراث والمسائل الأخرى التي تحترم المصالح في الممتلكات منذ 2 أبريل 2012، بعد الموافقة على مشروع قانون يسمح بهذا الاعتراف من قبل مجلس غيرنسي في 29 يونيو 2011. حصل على الموافقة الملكية في المجلس الخاص للمملكة المتحدة في 16 نوفمبر وتم تسجيله في سجلات الجزيرة في 5 ديسمبر 2011.
في 10 كانون الأول/ديسمبر 2015، وافق المجلس على أمر بالاعتراف بزواج المثليين والشراكات المدنية في الخارج لأغراض «قانون ضريبة الدخل (غيرنزي)، 1975». ودخل حيز التنفيذ في 1 يناير 2017. وفي اليوم نفسه، أمر المجلس بإعداد تشريع لتعديل «قانون الميراث (غيرنزي)، 2011» للاعتراف بزواج المثليين المنعقد في الخارج لأغراض الميراث.

## زواج المثليين

### غيرنزي
في كانون الثاني/يناير 2014، أُعلن أنه خلال الأشهر الإثني عشر القادمة، سوف يناقش النواب ما إذا كانوا سيقبلون اقتراحًا لتقنين الاتحاد المدنية. وقيل إن القانون المقترح، الذي يحمل اسم الاتحاد المدني، هو «قانون الزواج الأكثر تطلعية» في العالم. كان هذا الإجراء من شأنه أنهاء الزواج الذي يتم بموافقة الدولة بين أي زوجين، واستبداله بدلاً من ذلك بالاتحاد المدني. بدأت مشاورة حول قانون الاتحاد المدني المقترح في 1 يونيو 2015 واستمرت حتى 13 يوليو 2015. لن ينطبق القانون المقترح على جميع توابع غيرنزي، ولكن فقط على جزر غيرنزي، هيرم، جثو وليهو. في 14 يوليو 2015، أشارت نتائج الاستشارة إلى أنه تم تقديم أكثر من 1,600 ردا، حيث أيدت الأغلبية إدخال قانون زواج المثليين وليس قانونًا للشراكة المدنية.
في 30 أكتوبر 2015، ألغى مجلس سياسة غيرنزي خطط الاتحاد المدني وأصدر تقريراً يطلب فيه من مجلس غيرنزي الموافقة على إدخال قانون زواج المثليين وتوجيه إعداد التشريعات لتنفيذها في اجتماعه في 9 ديسمبر 2015. وافق المجلس على الاقتراح في 10 ديسمبر 2015، في تصويت 37-7 (37-7). تم رفض تعديلات لإدخال الشراكات المدنية أو الاتحاد المدني بدلا من زواج المثليين.
| صوت لصالح | صوت ضد | غائب (لم يصوت) |
| --------- | ------ | -------------- |
| 37        | 7      | 3              |

في شباط/فبراير 2016، تم تشكيل مجموعة عمل، تتألف من رئيس الوزراء جوناثان لو توك والنائبين إليس بيب وكريس غرين، من أجل إعداد مشروع قانون. في 21 سبتمبر 2016، تمت الموافقة على مشروع قانون زواج المثليين من قبل مجلس غيرنزي، في تصويت 33 صوتا لصالحه مقابل 5 أصوات ضده (33-5).
| صوت لصالح | صوت ضد | غائب (لم يصوت) |
| --------- | ------ | -------------- |
| 33        | 5      | 1              |

تلقى «قانون زواج المثليين (غيرنزي)، 2016» الموافقة الملكية في المجلس الخاص في 14 ديسمبر 2016. وتم تسجيله في سجلات الجزيرة في 16 كانون الثاني 2017. في 21 فبراير 2017، أعلت الحكومة أن القانون سيدخل حيز التنفيذ في 2 أيار/مايو، إذا تمت الموافقة على المراسيم على الشروع فيه وإجراء التغييرات اللازمة على قوانين أخرى من قبل مجلس غيرنزي في اجتماعه في 26 أبريل.
في 26 أبريل، وافق المجلس على كلا المرسومين، ودخل القانون حيز التنفيذ في 2 مايو 2017. وهو ينطبق على غيرنزي فقط، ولكن ليس على آلدرني وسارك.

### آلدرني
آلدرني، هي واحدة من ثلاث جزر القنال التي تشكل غيرنزي، لديها استقلالية كاملة في معظم المسائل القانونية (باستثناء الشؤون الخارجية وغيرها من السلطات التي تم نقلها إلى مجلس غيرنزي)، من خلال مجلس آلدرني، يعتبر زواج المثليين قانونيا في آلدرني.
في 21 فبراير عام 2017، وافقت لجنة السياسة والمالية التابعة لمجلس آلدرني على اقتراح الرئيس التنفيذي لصياغة مشروع قانون يسمح بزواج المثليين في آلدرني.
قدرت جماعة الدفاع عن حقوق المثليين "ليبيرايت" (بالإنجليزية: Liberate)‏ أن عملية التصديق على القانون قد تستغرق 12 شهراً. في 16 مايو، وافق المجلس على تقديم قانون زواج المثليين (ألدرني)، 2017" إلى اجتماع كامل للمجلس، في موعد يحدد لاحقا. في 18 يوليو 2017، لاحظت اللجنة أن مشروع القانون كان في مرحلة متقدمة، ولكن التعديلات اللاحقة للتشريعات الأخرى كانت مطلوبة قبل تقديم مشروع القانون إلى مجلس آلدرني. في 12 سبتمبر 2017، وافقت لجنة السياسة والمالية التابعة لمجلس آلدرني بالإجماع على مشروع القانون.
تمت الموافقة على مشروع القانون من قبل مجلس آلدرني في 18 أكتوبر 2017، في تصويت 9 أصوات لصالحه مقابل عدم تصويت أي عضو ضده مع امتناع واحد (9-0-1). حصل مشروع القانون على الموافقة الملكية في المجلس الخاص في 13 ديسمبر 2017 وتم تسجيله في سجلات الجزيرة في 15 يناير 2018. في 13 يونيو، وافق مجلس آلدرني على المراسيم لبدء القانون وإجراء التغييرات اللازمة على القوانين الأخرى، والتي دخلت حيز التنفيذ في 14 يونيو 2018.

### سارك
سارك هي جزيرة من جزر القنال التي تشكل جزءا من غيرنزي. لديها استقلالية تشريعية والتشريعات التي أصدرها مجلس غيرنزي لا تنطبق على سارك دون موافقة الهيئة التشريعية لسارك، والمعروفة باسم «المناشدات الرئيسة»، ونتيجة لذلك لا يتم الاعتراف أو عقد زواج المثليين في سارك.